# Saint-Girod
Saint-Girod è un comune francese soppresso e frazione del dipartimento della Savoia della regione dell'Alvernia-Rodano-Alpi. Dal 1º gennaio 2016 si è fuso con i comuni di Albens, Cessens, Épersy, Mognard e Saint-Germain-la-Chambotte per formare il nuovo comune di Entrelacs.

## Società

### Evoluzione demografica
Abitanti censiti